# 間光興

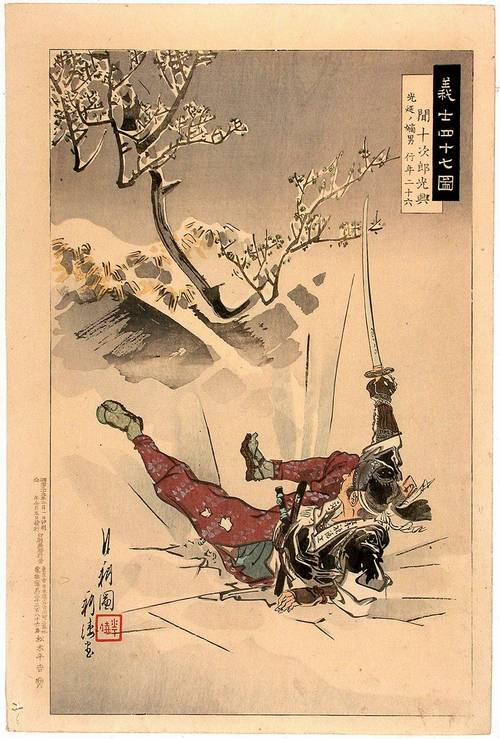
『義士四十七図　間光興十次郎』（尾形月耕画）

間 光興（はざま みつおき、延宝6年（1678年） - 元禄16年2月4日（1703年3月20日））は、江戸時代前期の武士。赤穂浪士四十七士の一人。通称は十次郎もしくは重次郎（じゅうじろう）。

## 生涯
延宝6年（1678年）、播磨国赤穂藩士・間光延の長男として誕生。弟に間光風がいる。
元禄14年（1701年）3月14日、主君の浅野長矩が江戸城松之大廊下で吉良義央に刃傷に及んだことで切腹となり、赤穂藩が改易となったとき、光興はまだ部屋住みの身分だった。
吉良への仇討ちを決定した円山会議の後に江戸へ下向。杣荘十次郎（そまのそう じゅうじろう）を名乗って潜伏した。元禄15年（1703年）12月15日の吉良屋敷討ち入りには父や弟とともに参加し、表門隊に属している。大高忠雄とともに邸内へ一番乗りし、忠雄と近松行重と組んで屋敷内で奮戦した。光興たちが炭小屋を探索し、中にいた人物の一人に光興が初槍をつけ、武林隆重が斬殺した。死体を改めると吉良義央と判明、光興が首をはねた。
浪士たちは浅野長矩の墓所・芝泉岳寺へ引き揚げ、一番槍をつけた光興が最初に焼香した。三河岡崎藩水野忠之の芝中屋敷にお預けとなる。
仙石久尚からの「九人は長屋に差し置くべし」との指示で、間ら全員は使っていない部屋にまとめて収容され、外から戸障子などを釘付けにされるという厳しい扱いを受けた。また、藩士に昼夜問わず長屋の内外を巡回させ、見張りを厳重にした。
水野は、義士について何の感想も感情も示していないが、岡崎藩の記録では「九人のやから、差し置き候庭のうちへも、竹垣これをつむ」と敬意が微塵もない。二重の囲いを設けて逃亡を警戒したり、「臥具増やす冪あり申せども、その儀に及ばず初めの儘にて罷りあり」と「寒気強く候」にもかかわらず寝具の増量を拒絶したなどの記述がある。 
元禄16年（1703年）2月4日、幕命により光興は、水野家家臣・青山武助の介錯により切腹した。享年26。戒名は刃澤藏劔信士。

## 人物

### 交友関係
光興は武林隆重と親しかった。彼ら二人が吉良への一番槍と絶命という武功を挙げたことになる。また、隆重の兄に宛てた手紙が現存している。（第三項を参照）

### 武芸
光興は間家伝来の天流剣術を父から、起倒流柔術を藩士の平野頼建からそれぞれ学んだ。江戸の著名な剣客であった堀内正春の道場では堀部武庸や奥田重盛とともに堀内流剣術を学んで高弟に数えられ、さらには槍術を水沼久太夫に学んだ武芸者だった。

### 遺品
- 「渡辺半右衛門宛書簡抄（十一月五日付）」 - 「私共居候処は麹町新五丁目にて候。千馬三郎、同名喜齋、私、弟四人居申候」など、江戸における長屋住まいの生活が記されている。
- 「脇差 吉光二尺」は泉岳寺の住職が無断で売却、寺の費用に充てたため、現存しない[5]。

## 家系
- 父：間喜兵衛光延
- 弟：間新六光風
- 姉：すま（中堂又助の妻）
- 妹：とも

### 子孫
光興には妻子が存在せず、赤穂義士が切腹前に提出した『親類書』には「妻子なし」と記されたほか、『赤穂藩分限帳』（たつの市所蔵）など複数の資料では独身としている。また、妾や愛人、猶子・養子がいた記録もない。

## 創作
- 講談「十次郎親子別れ」など忠臣蔵ものでは、光興の妻は夜鷹、一人息子は乞食をして暮らしていたが、両人とも瘡頭になり死んでしまう。もしくは不憫に思う光興が両名を手に掛ける、母が子の喉を刺した後に自害したとする話もある。光興は「魂この世にあらば見物あれ」と討ち入りに参加、見事一番槍の手柄を立てる。
- 新東宝の映画『珍説忠臣蔵』ではこの脚色が忠実に描写され、清川荘司が光興の悲劇と雄姿をシリアスに演じている。